# ロバート・グラント・エイトケン

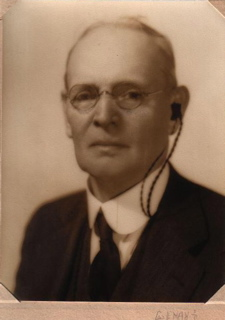
ロバート・グラント・エイトケン

ロバート・グラント・エイトケン（Robert Grant Aitken、1864年12月31日 - 1951年10月29日）は、アメリカ合衆国の天文学者である。二重星の体系的調査を行い、多くの重星を発見し、重星の標準的星表を作成した。
1895年から1935年にわたってリック天文台で働いた。1930年から所長を務めた。 二重星の観測を行い3100もの新しい二重星を発見した。1923年には恒星ミラの伴星を発見した。
主な業績は1932年に W. J. ハッセーとともにNew general catalogue of double stars within 120 deg of the North Poleを発行したことで、1万7180個の二重星を収録している。1918年の著書 "The Binary of star" も重要な業績である。
息子のロバート・ベーカー・エイトケン（Robert Baker Aitken）は欧米の禅ブームを作った一人である。

## 賞歴
- ブルース・メダル (1926年)
- イギリス王立天文学会ゴールドメダル (1932年)

## エポニム
- （3070）Aitken - 小惑星 [1]
- エイトケン, 南極エイトケン盆地 - 月の地形